# Kalij
Kálij (latinsko kalium) je kemični element v periodnem sistemu elementov z znakom K in atomskim številom 19. Je kemični element 1. skupine periodnega sistema, njegova relativna masa pa je 39,1.
Temperatura tališča je 63,65 °C, temperatura vrelišča 774 °C. Število protonov/elektronov je 19, število nevtronov 20.
Kalij je sedmi najpogostejši element v zemeljski skorji, saj ga je v zemeljski skorji 2,6 utežnih odstotkov. V naravi je vezan v kalijevem glinencu in v soleh. Kalij je razširjen v več spojinah. Ekonomsko pa sta pomembnejša minerala silvin ter karnalit. Vsebuje ga morska voda in organizmi. Najde se ga v različnih snoveh. Nahaja se tudi v rastlinah, ki ga črpajo iz zemlje, zato ga je treba dodajati v obliki gnojil.
Je srebrno bela kovina, je mehak in se ga lahko reže z nožem. Na zraku zelo hitro oksidira in zagori z vijoličnim plamenom. Za gašenje je treba uporabljati suh pesek ali grafit.
Hrani se v petroleju. Če se ga hrani predolgo, nastanejo na površini peroksidi, ki pri delu s kovino eksplodirajo. Kalij se uporablja kot kalijevo gnojilo. Saj je nujno potreben za rast in razvoj rastlin ter živali. Kalijev karbonat uporabljajo za proizvodnjo kalijevih stekel, mil, fotografskih razvijalcev.
V morski vodi je povprečna koncentracija 399,1 mg K+/kg = 408,4 mg K+/l.
Kalij je pomembna sestavina hrane.- gl. kalij (prehrana).

## Drugi podatki
Kalij so odkrili leta 1807. Našel ga je Humphry Davy, pri elektrolizi taline kalijevega hidroksida. Kalij je prvi element v zgodovini, ki je bil pridobljen z elektrolizo.
Element je dobil ime po al kalja – kar v arabščini pomeni rastlinski pepel. Rastlinski pepel vsebuje kalijev karbonat.

## Biološka aktivnost
Kalij je pomemben ter visoko zastopan element v živih organizmih. Je najpomembnejši medcelični element v vseh vrstah celic, saj je ključnega pomena za njihovo normalno delovanje. Živalske celice z vzdrževanjem razlike v koncentracijah natrijevih ter kalijevih ionov med notranjo in zunanjo stranjo celične membrane ustvarijo električni potencial, kateri zagotavlja normalno delovanje živčnega ter mišičnega sistema v živalih. Električni potencial celične membrane v sproščenem stanju običajno meri od -40 do -80 mV.
Kalijevi ioni so vodilni kationi v notranjosti celic med tem ko so natrijevi ioni prisotni predvsem v medceličnem prostoru. To ravnovesje vzdržujejo ionske črpalke, ki so prisotne v celični membrani.
Zaradi te vloge lahko nenormalne koncentracije kalija hitro povzročijo motnje v delovanju živčnega ter mišičnega sistema.

## Spojine
Kalijev hidroksid (KOH) je zelo podoben natrijevemu hidroksidu, kateri z vodo tvori lug. Uporabljaja se kot razkužilo v kirurgiji in za pridobivanje mehkih kalijevih mil in barvil.
Kalijev sulfat (K2SO4) je kemijska spojina, ki se pridobiva z raztapljanjem kalija v žveplovi kislini. V medicini, točneje v stomatoloških ordinacijah, se uporablja za zalivke. Kalijev sulfat se koristi za proizvodnjo aluminija, ima specifičen vonj in je svetle barve.
Kalijev permanganat (KMnO4) je zelo oksidacijsko sredstvo. Uporablja se za razkuževanje pri sanaciji kožnih bolezni, v pirotehniki itd. Je v obliki temnovijoličnih kristalov.
Kalijev klorid (KCI)se pogosto uporablja za umerjanje naprave za merjenje prevodnosti tekočin. V medicini se uporablja kot nadomestek izgube kalija, v obliki tablet ali praška, v nujnih primerih pa v obliki raztopine po infuziji.